# Miss Martha King
Miss Martha King is (voor zover bekend) de eerste commercieel uitgebrachte single van B.B. King. Hij schreef het blueslied voor zijn toenmalige vrouw ("I’m in love with that woman, I ain’t afraid to call her name"). King had al eerder muziek geschreven voor reclamedoeleinden. De gitaar, het eigen muziekinstrument van King speelde een ondergeschikte rol; er is meer ruimte voor blaasinstrumenten als saxofoon en trompet/trombone. De opnamen kwamen uit via Bullet Records uit Nashville (Tennessee). King werd begeleid door de volgende band, tevens de huisband van de Plantation Inn in Memphis:
- Phinaes Newborn – piano
- Calvin Newborn – gitaar
- vader Newborn – slagwerk
- Tuff Green – bas
- Ben Branch – tenorsaxofoon
- Thomas Branch – trompet
- vrouwelijke trombonist (naam vooralsnog onbekend)

Het lied begint met een instrumentaal intro waarin een dalende gitaarlijn is te horen. Het tempo is aangeduid als moderate skuffle (maatslag 96), hetgeen ongeveer gelijk is aan andante (wandeltempo). De single moest afgespeeld worden op 78 toeren per minuut.
Het werd nog geen hit. B.B. King hoefde daar echter niet lang op te wachten. Hij scoorde zijn eerste hit in 1951 met 3 O'clock blues, een cover van de hitsingle van Lowell Fulson.